# الدوري المولدوفي الوطني 1997–98
الدوري المولدوفي الوطني 1997–98 هو الموسم 7 من  الدوري المولدوفي الوطني. أقيم خلال الفترة 9 أغسطس 1997 وحتى 14 يونيو 1998، وأشرف على تنظيمه اتحاد مولدافيا لكرة القدم، وكان عدد الأندية المشاركة فيه  14، وفاز فيه زمبرو تشيسيناو.